# Macutula aracoiaba
Macutula aracoiaba is een spinnensoort in de taxonomische indeling van de springspinnen (Salticidae).
Het dier behoort tot het geslacht Macutula. De wetenschappelijke naam van de soort werd voor het eerst geldig gepubliceerd in 2011 door Ruiz.